# Deutscher Depeschendienst
Der Deutsche Depeschendienst (ddp) – ddp Deutscher Depeschendienst – war eine Nachrichtenagentur mit Sitz in Berlin. Der ddp berichtete aus Deutschland und aus dem Ausland über Ereignisse mit einer Bedeutung für Deutschland. Im Dezember 2009 übernahm ddp den deutschen Dienst der Nachrichtenagentur Associated Press (AP) und fusionierte mit dem in dapd Nachrichtenagentur umbenannten Dienst zu einer Vollagentur für Nachrichten aus dem In- und Ausland. Die dapd wiederum stellte am 11. April 2013 im Zuge ihrer Insolvenz den Dienst ersatzlos ein.

## Hintergründe
Der ddp beschäftigte zuletzt mehr als 140 fest angestellte Redakteure und Fotografen und ca. 350 freie Korrespondenten.
Geschäftsführer des ddp waren zuletzt Martin Vorderwülbecke und Cord Dreyer, der in Doppelfunktion auch Chefredakteur war.
ddp lieferte Nachrichten in Text und Bild an etwa 350 Kunden.
Der ddp-Basisdienst generierte und lieferte Nachrichten aus den Bereichen Politik, Wirtschaft, Kultur und Vermischtes. Mit den 22 Korrespondentenbüros seiner 12 Landesdienste berichtete ddp aus allen 16 Bundesländern über landespolitische und regionale Themen. In Kooperation mit Dow Jones Newswires produzierte ddp die Wirtschaftsnachrichten ddp.djn. Der Dienst lieferte aktuelle Meldungen über die wichtigsten Entwicklungen in Unternehmen, auf den Finanzmärkten und in der Wirtschaftspolitik.
Zusammen mit anderen Kooperationspartnern bot ddp außerdem Themen- und Ratgeberdienste an.
Der ddp-Bilderdienst unter Leitung von Dirk von Borstel lieferte rund um die Uhr Bilder über alle für Deutschland wichtigen Ereignisse.
Des Weiteren produzierte ddp druckfertige Seiten für Tageszeitungen und Content für Websites. In Kooperation mit dem österreichischen Softwarehaus Knallgrau wurde ferner ddp-LeuteNetz angeboten, eine Software zum Aufbau von Internet-Communitys.

## Holding und Schwesterunternehmen
Die Bildagenturen Deutscher Fotodienst GmbH (dfd), seit 1. November 2009 ddp images GmbH, und colourpress waren wie der ddp Tochtergesellschaften der Holding ddp DAPD media AG.
Die 2006 gegründete dfd Deutscher Fotodienst GmbH war – neben dem Vertrieb des Bildmaterials der ddp – für den Bildverkauf der colourpress und der Labels defd movies, stars und a-life zuständig. Letztere wurden 2006 zusammen mit dem filmhistorischen pwe Peter W. Engelmeier Fotoarchiv erworben, das vormals zur Verlagsgruppe Milchstrasse gehörte.
colourpress etablierte sich 2002 im skandinavischen Markt als Anbieter von Celebrity-Fotos.
Seit November 2009 wurden die Marken unter der neuen Firma ddp images GmbH für den deutschen Markt zusammengefasst. Sitz der Gesellschaft ist Hamburg.
Der PR-Dienstleister der Gruppe, ddp direct, wurde 2012 von der NHST Media Group aus Norwegen übernommen. Das Unternehmen hat am 1. Oktober 2013 Insolvenz angemeldet.

## Geschichte
Der Deutsche Depeschendienst wurde 1971 durch acht ehemalige Mitarbeiter der US-Nachrichtenagentur UPI gegründet, nachdem die UPI ihren deutschsprachigen Dienst eingestellt hatte.
1992 übernahm ddp den Allgemeinen Deutschen Nachrichtendienst (ADN), die ehemalige staatliche Nachrichtenagentur der DDR und nannte sich jetzt ddp/ADN. Von 2000 an hieß ddp/ADN wieder wie ursprünglich ddp.
2006 wurde der pwe Verlag GmbH, Hamburg, übernommen und in den neu gegründeten Deutschen Fotodienst (dfd) mit Sitz in Hamburg integriert. Der dfd verfügt über eine Datenbank mit rund zwei Millionen Bildern (Stand 2008).
Anfang 2008 übernahm ddp schließlich 100 Prozent der Kapitalanteile an der dänischen Fotoagentur colourpress.com A/S. Der ddp, der bereits seit 2005 eigene Vertriebsaktivitäten im Ausland betreibt, erweiterte damit sein Bildangebot um den Unterhaltungsbereich. colourpress wird als eigenständige Agentur unter dem Dach der ddp media Holding fortgeführt.
1983 und 2004 meldete der ddp Insolvenz an. Dadurch wechselten mehrfach die Hauptgesellschafter:
u. a.
- 1983 Bolko Hoffmann
- 1994 Wolf E. Schneider
- 1999 ProSieben-Gruppe (später ProSiebenSat.1 Media AG)

Von 2004 bis Anfang 2009 war der ddp zu 100 Prozent eine Tochter der Starnberger Beteiligungsgesellschaft Arques Industries, die das Geschäft unter der Firmierung ddp Deutscher Depeschendienst GmbH fortführte. Im Frühjahr 2008 gab ddp bekannt, mit 11,7 Millionen Euro den höchsten Umsatz in der Unternehmensgeschichte erzielt und damit stabil die Gewinnzone erreicht zu haben.
Im Januar 2009 wurde die ddp-Holding von Peter Löw und Martin Vorderwülbecke in Privatbesitz übernommen. Im Dezember 2009 übernahm die Agentur den deutschen Dienst der Nachrichtenagentur AP. Übernommen wurde auch das Schweizer AP-Büro. Seit Februar 2010 kooperierte das Unternehmen mit der Schweizerischen Depeschenagentur (sda); das neu übernommene Büro wurde geschlossen.
Nach der Insolvenz von ddp und ihrer Nachfolgegesellschaft dapd wurden die Rechte am ddp-Textarchiv durch den Insolvenzverwalter verkauft und sind heute im Besitz der dts Nachrichtenagentur.

## Mitbewerber
Größte Mitbewerber im deutschen Markt waren die Deutsche Presse-Agentur (dpa) und die deutschen Niederlassungen der internationalen Agenturen Agence France-Presse und Reuters.